# ギヤースッディーン・アーザム・シャー

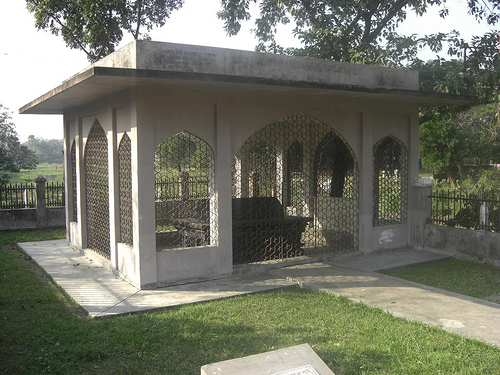
ギヤースッディーン・アーザム・シャーの廟

ギヤースッディーン・アーザム・シャー（Ghiyasuddin Azam Shah, 生年不詳 - 1410年）は、東インドのベンガル・スルターン朝、イリヤース・シャーヒー朝の君主（在位：1389年 - 1410年）。

## 生涯
1389年、ギヤースッディーン・アーザム・シャーは宮廷内の内紛により、父王シカンダル・シャーを暗殺して即位して即位した。
アーザム・シャーは中国との友好関係を構築し、1405年、1407年に明の永楽帝に使節を送り朝貢するなど、国際的にも広い視野を持っていたことで知られる。永楽帝はその使節をあたたかく迎え入れ、1409年には中国から使節が派遣され、ベンガルから仏教僧を派遣するように要請した。これは仏教がベンガル地方では完全に滅んでいなかったこと意味しており、要請通りベンガルから中国に仏教僧が派遣された。
アーザム・シャーが中国との交流を復活したことにより、ベンガルの海外貿易は大きく発展した。チッタゴン港は中国貿易の拠点となり、また中国の商品を世界に再輸出・拡散する地として繁栄した。
アーザム・シャーは軍事には積極的だったものの、ことごとく失敗した。アッサム地方に送った遠征軍は敗れ、ビルマのアラカン王国の王位継承に関与したものの、これもうまくはいかなかった。
アーザム・シャーはメッカ、メディナのマドラサ建設費用を負担し、多額の運営資金を送るなど、信心深い王でもあった。そのことにより、同時代の西アジアの史料には彼の名が残っている
また、アーザム・シャーはシーラーズの詩人ハーフィズや、その他この時代に有名だった学者と交流した。とくにハーフィズには興味を持ち、シーラーズからベンガルの宮廷に移住させようと説得している。
1410年、アーザム・シャーは死亡し、息子のサイフッディーン・ハムザ・シャーが王位を継承した。